# 유영국미술문화재단
유영국미술문화재단은 유영국 화백의 예술적 성취와 미술계의 공헌을 기념하고 작품세계 연구 및 한국미술문화에 대한 일반 대중들의 향유와 연구 촉진으로 미술문화 발전 도모할 목적으로 2003년 5월 12일 설립된 문화체육관광부 소관의 재단법인이다. 사무실은 서울특별시 서초구 식유촌길 61에 있다.

## 주요 사업
- 고 유영국화백 기념 현장사업
- 자료실 설치운영을 통한 작품 및 관련 자료의 수집.보존.정보화사업
- 전시회.학술세미나 개최 및 이를 위한 재정 지원
- 연구발간사업 및 이를 위한 재정지원

## 같이 보기
- 유영국